# Bataille de Fort-Royal
Guerre d'indépendance des États-Unis
Batailles
La bataille de Fort-Royal est une bataille navale qui a lieu au large de Fort-Royal de la Martinique (aujourd'hui Fort-de-France), Martinique dans les Indes occidentales le 29 avril 1781, pendant la guerre d'indépendance des États-Unis. Elle oppose la flotte britannique de Sir Samuel Hood forte de 18 navires de ligne à la flotte française du comte de Grasse, supérieure en nombre. À l'issue d'un combat de quatre heures, les Britanniques brisent leur ligne de bataille et battent en retraite. De Grasse lance la chasse de manière désordonnée mais abandonne rapidement en se rendant compte que le convoi français a atteint le port sain et sauf.

## Contexte
En mars 1781, une importante flotte française, placée sous le commandement du comte de Grasse quitte le port de Brest. Le plus gros de la flotte est alors destinée aux Indes occidentales où la guerre fait rage contre les Britanniques. Sur les 26 vaisseaux de ligne qui prennent la mer, seul un prend la direction de l'Amérique du Nord, et cinq autres, placés sous le commandement du Bailli de Suffren, se dirigent vers l'Inde. Les vingt vaisseaux restants touchent terre en Martinique le 28 avril. Avant de passer « sous le vent » (i.e. atteindre la côte occidentale de l'île), de Grasse fait mouiller sa flotte et envoie des hommes à terre pour prendre des nouvelles. Il apprend ainsi qu'une flotte britannique de 17 vaisseaux de ligne, commandée par Samuel Hood, bloque l'entrée du port de Fort-Royal et empêche quatre vaisseaux qui s'y étaient réfugiés d'en sortir.
Hood obéissait ainsi aux ordres du commandant de la station des Antilles, l'amiral Rodney, qui consistaient à maintenir le blocus sur le principal port de l'île et ce, malgré les protestations qu'il avait fait à son supérieur (Hood était conscient que cette position deviendrait vite désavantageuse dans le cas où une flotte viendrait au secours du port). Hood, bien que disposant d'une flotte inférieure en nombre et d'un positionnement désavantageux pouvait compter sur des vaisseaux dont la coque avait été doublée de cuivre (améliorant leur vitesse et leur navigabilité) et n'étaient pas ralentis par un convoi à escorter.

## L'affrontement
De Grasse donne l'ordre à sa flotte de se préparer au combat dans la matinée du 29 avril et met les voiles en direction de Fort-Royal avec son convoi de navires marchands auxquels il a ordonné de serrer la côte. La flotte de l'amiral Hood est aperçue vers 8 h 0 du matin, celle-ci se met immédiatement en marche en direction de la flotte française qui forme sa ligne de bataille. De Grasse a alors l'avantage du vent. Vers 9 h 20, Hood est rejoint par le HMS Prince William, un vaisseau de 64 canons qui vient de Sainte-Lucie. Les deux flottes continuent à manœuvrer pour avoir l'avantage du vent, mais la position de Hood (à l'ouest) l'empêche d'interdire à de Grasse de faire entrer son convoi dans le port et de se joindre aux quatre vaisseaux qui y sont bloqués. Vers 11 h 0, l'avant-garde française commence à tirer à longue distance, sans effet. Vers 12 h 30, les deux flottes sont alignées, de Grasse refuse de tirer parti du vent que sa flotte a dans le dos pour se rapprocher de la flotte britannique, malgré les efforts déployés par Hood pour atteindre les Français. Les flottes se canonent et échangent des bordées à longue distance pendant l'heure qui suit, s'infligeant respectivement des dégâts très modestes. Les quatre vaisseaux britanniques situés au sud de la ligne de bataille seront les plus endommagés, étant la cible de huit vaisseaux français. Hood finit par battre en retraite en direction de Sainte-Lucie.

## Conséquences
De Grasse ordonne la chasse, mais constatant que son convoi est entré intact dans le port de Fort-Royal, il abandonne rapidement la poursuite. Il lui sera reproché de ne pas avoir assez poursuivi l'escadre anglaise afin de l'anéantir. Mais De Grasse avait tout de même rempli sa mission première qui était d'escorter le convoi marchand jusqu'à bon port.
Hood envoie le HMS Russell touché sous la ligne de flottaison en direction de Saint-Eustache pour réparations et pour apporter les nouvelles du combat à l'amiral Rodney. Hood passe la journée du 30 avril à essayer de passer au vent sans succès, avant de finalement mettre les voiles en direction du nord. Il rencontre Rodney le 11 mai entre Saint Kitts et Antigua, ce dernier ayant quitté Saint-Eustache le 5 mai.
Les Britanniques perdent 39 hommes et déplorent 162 blessés. Les rapports quant aux pertes françaises varient eux considérablement, allant de 74 tués et blessés à plus de 250.

## Ordre de bataille
| Ordre de bataille fourni par de Kerguelen 1796, p. 182-183, complété avec des informations de Troude 1867, p. 101 : - La Ville de Paris, 110 canons, comte de Grasse, lieutenant général - Auguste (80), comte de Bouganville, chef d'escadre - Le César (74), marquis de Coriolis d'Espinouse, capitaine de vaisseau - Le Sceptre (74), marquis de Vaudreuil, idem - Le Saint-Esprit (80), marquis de Chabert, idem - Le Souverain (74), commandeur de Glandevès, idem - Le Languedoc (80), baron d'Arros, idem - Le Northumberland (74), marquis de Bricqueville, idem - Le Pluton (74), comte de Rioms, idem - Le Diadème (74), comte de Montecler, idem - Le Magnanime (74), comte de Germiny - Le Zélé (74), chevalier de Gras-Préville - Le Marseillais (74), marquis de Majastre - Le Bourgogne (74), chevalier de Charitte - Le Scipion (74), comte de Clavel - L'Hector (74), chevalier de Renaud d'Aleins - L'Hercule (74), vicomte de Turpin - Le Glorieux (74), vicomte d'Escars - Le Citoyen (74), comte de Thy - Le Vaillant (74), vicomte de Bernard de Marigny - La Victoire (74), chevalier d'Albert de Saint-Hippolyte - Le Destin (74), comte du Maitz de Goimpy - Le Solitaire (64), comte de Cicé - Le Caton (64), comte de Framond - Le Triton (64), seigneur de Pierrefeu - Le Réfléchi (64), comte de Surville - Le Médée (32), chevalier de Girardin - La Diligente (26), vicomte de Mortemart - L'Aigrette (26), comte de Traversay - L'Alerte (18), vicomte de Chabons - Pandour (14), comte de Grasse-Limmermont |  | \| Flotte britannique Ordre de bataille fourni par Clowes 1898, p. 482 : - HMS Alfred (74), Captain William Bayne (en) - HMS Belliqueux (64), Captain James Brine - HMS Alcide (74), Captain Charles Thompson (en) - HMS Invincible (74), Captain Richard Bickerton (en) - HMS Monarch (74), Captain Francis Reynolds - HMS Barfleur (90), Captain John Knight (en), Rear admiral Samuel Hood - HMS Terrible (74), Captain James Ferguson - HMS Princessa (70), Captain Sir Thomas Rich - HMS Ajax (74), Captain John Symons - HMS Resolution (74), Captain Lord Robert Manners (en) - HMS Montagu (74), Captain John Houlton - HMS Gibraltar (80), Captain Charles Knatchbull, Rear-Admiral Francis Samuel Drake - HMS Centaur (74), Captain John Neale Pleydell Nott - HMS Prince William (64), Captain Stair Douglas - HMS Torbay (74), Captain John Lewis Gidoin - HMS Intrepid (64), Captain Anthony James Pye Molloy (en) - HMS Shrewsbury (74), Captain Mark Robinson \| |
| Ordre de bataille fourni par Clowes 1898, p. 482 : - HMS Alfred (74), Captain William Bayne (en) - HMS Belliqueux (64), Captain James Brine - HMS Alcide (74), Captain Charles Thompson (en) - HMS Invincible (74), Captain Richard Bickerton (en) - HMS Monarch (74), Captain Francis Reynolds - HMS Barfleur (90), Captain John Knight (en), Rear admiral Samuel Hood - HMS Terrible (74), Captain James Ferguson - HMS Princessa (70), Captain Sir Thomas Rich - HMS Ajax (74), Captain John Symons - HMS Resolution (74), Captain Lord Robert Manners (en) - HMS Montagu (74), Captain John Houlton - HMS Gibraltar (80), Captain Charles Knatchbull, Rear-Admiral Francis Samuel Drake - HMS Centaur (74), Captain John Neale Pleydell Nott - HMS Prince William (64), Captain Stair Douglas - HMS Torbay (74), Captain John Lewis Gidoin - HMS Intrepid (64), Captain Anthony James Pye Molloy (en) - HMS Shrewsbury (74), Captain Mark Robinson |  | |

### Sources et bibliographie
- Michel Vergé-Franceschi (dir.), Dictionnaire d'Histoire maritime, éditions Robert Laffont, coll. « Bouquins », 2002
- Jean Meyer et Martine Acerra, Histoire de la marine française : des origines à nos jours, Rennes, Ouest-France, 1994, 427 p. [détail de l’édition] (ISBN 2-7373-1129-2, BNF 35734655)
- Rémi Monaque, Une histoire de la marine de guerre française, Paris, éditions Perrin, 2016, 526 p. (ISBN 978-2-262-03715-4)
- Étienne Taillemite, Dictionnaire des marins français, Paris, Tallandier, coll. « Dictionnaires », octobre 2002, 537 p. [détail de l’édition] (ISBN 978-2847340082)
- Georges Lacour-Gayet, La Marine militaire de France sous le règne de Louis XVI, Paris, Honoré Champion, 1905, 719 p. (BNF 30709972, lire en ligne)
- Yves Joseph de Kerguelen, Relation des combats et des évènements de la guerre maritime de 1778 entre la France et l'Angleterre, Patris, 1796 (lire en ligne), p. 181 et suiv.
- Jean-Claude Castex, Dictionnaire des batailles navales franco-anglaises, Québec, Presses Université Laval, 2004 (ISBN 978-2-7637-8061-0, lire en ligne), p. 175
- (en) William Laird Clowes et al., The royal navy : a history from the earliest times to the present, vol. 3, Londres, S. Low, Marston, 1898 (OCLC 20348745, lire en ligne)